# Johannes Baur

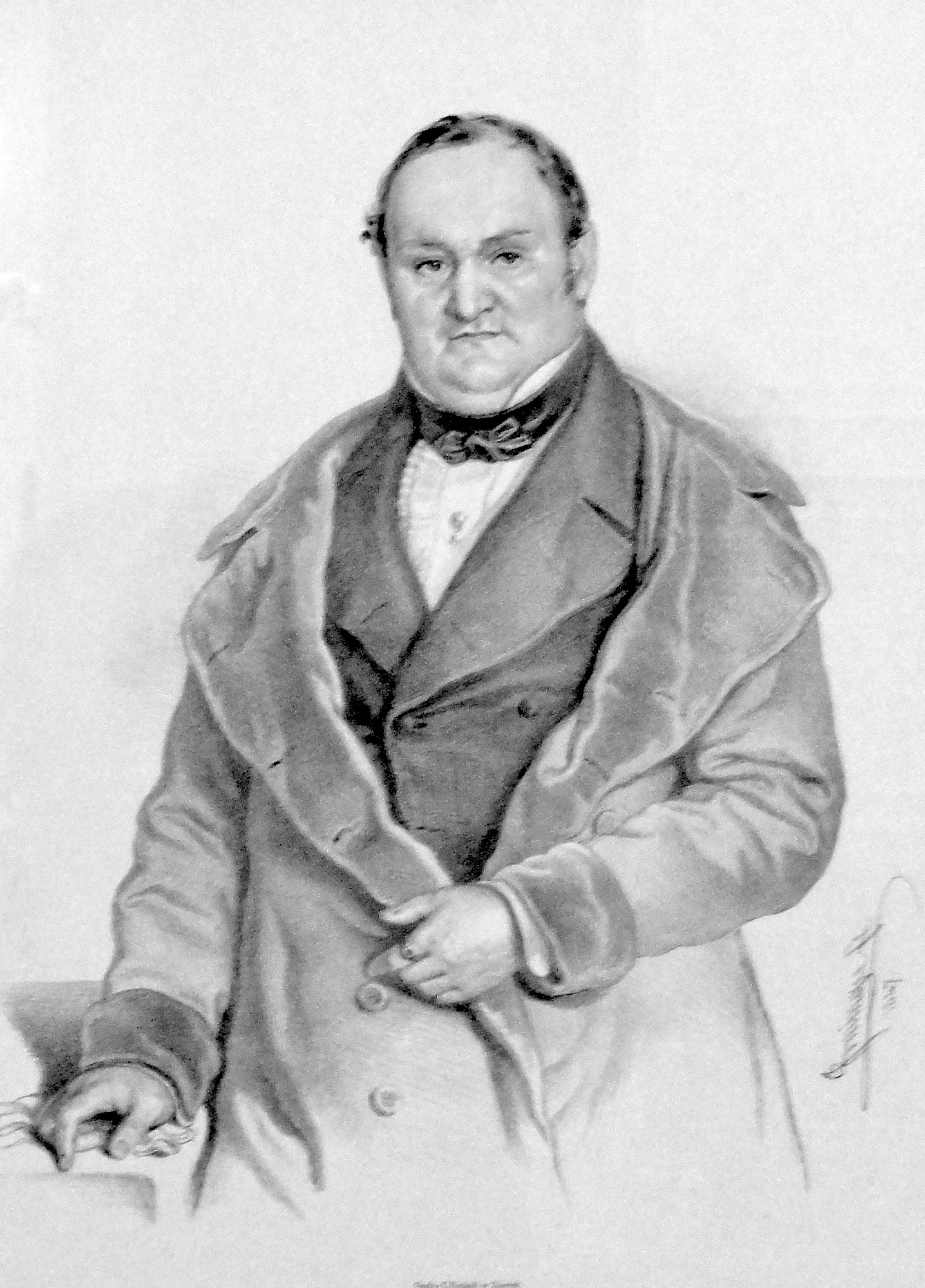
Johannes Baur

Johannes Baur (* 13. Dezember 1795 in Götzis; † 14. November 1865 in Zürich) war ein Zürcher Hotelier.

## Biografie
Johannes Baur, ein Sohn des Zöllners und Gastwirts Johannes Baur, kam 1820 als Bäckergeselle nach Rheinau und um 1826 nach Zürich, wo er Anna Knechtli von Hottingen heiratete. Zuerst wirtete er am Kreuzplatz in Hottingen, ab 1833 führte er die Wirtschaft «Kirschgarten» an der Marktgasse in der Altstadt von Zürich.
1838 liess er an der Ostseite des Paradeplatzes nach Plänen des Architekten Daniel Pfister das luxuriöse Hotel Baur bauen, das erste Hotel, das in Zürich als solches erbaut wurde. Die Eröffnung am 24. Dezember erregte auch im Ausland einiges Aufsehen. So berichtete die Augsburger Allgemeine Zeitung über den neuen «Riesengasthof», der über eine «mustergültigen Einrichtung» verfüge: «1 Speisesaal, 2 Salons für Dinner und Déjeuner â part, sowie für Manger à la Carte, 10 weitere Salons, 140 Betten, Stallung für 36–40 Pferde und eine an der Sihlbrücke gelegenen Dépendance mit Stallungen für weitere 50 Pferde.» Mit der Eröffnung des Baur au Lac am Zürichsee sechs Jahre später wurde Baur zu einem Pionier der Schweizer Hotelindustrie.
Interessiert an einer guten Verkehrsanbindung seines Hauses setzte er sich in frühen 1880er-Jahren für den Bau der Bahnhofstrasse und später ihrer Verlängerung zum See bis zu seinem Hotel ein, die Strasse reichte damals nur bis zum Paradeplatz.
1859 wurden er und sein Sohn Theodor vom Zürcher Stadtrat mit der Ehrenbürgerschaft belohnt, ein Jahr später wurden sie in die Zunft zur Waag aufgenommen. 1860 wurde Baur zum Mitglied des städtischen Baukollegiums ernannt.
Nach seinem Rückzug vom Geschäftsleben widmete er sich seinem Gemüsegarten, mit dessen Ertrag er seine Hotels belieferte.

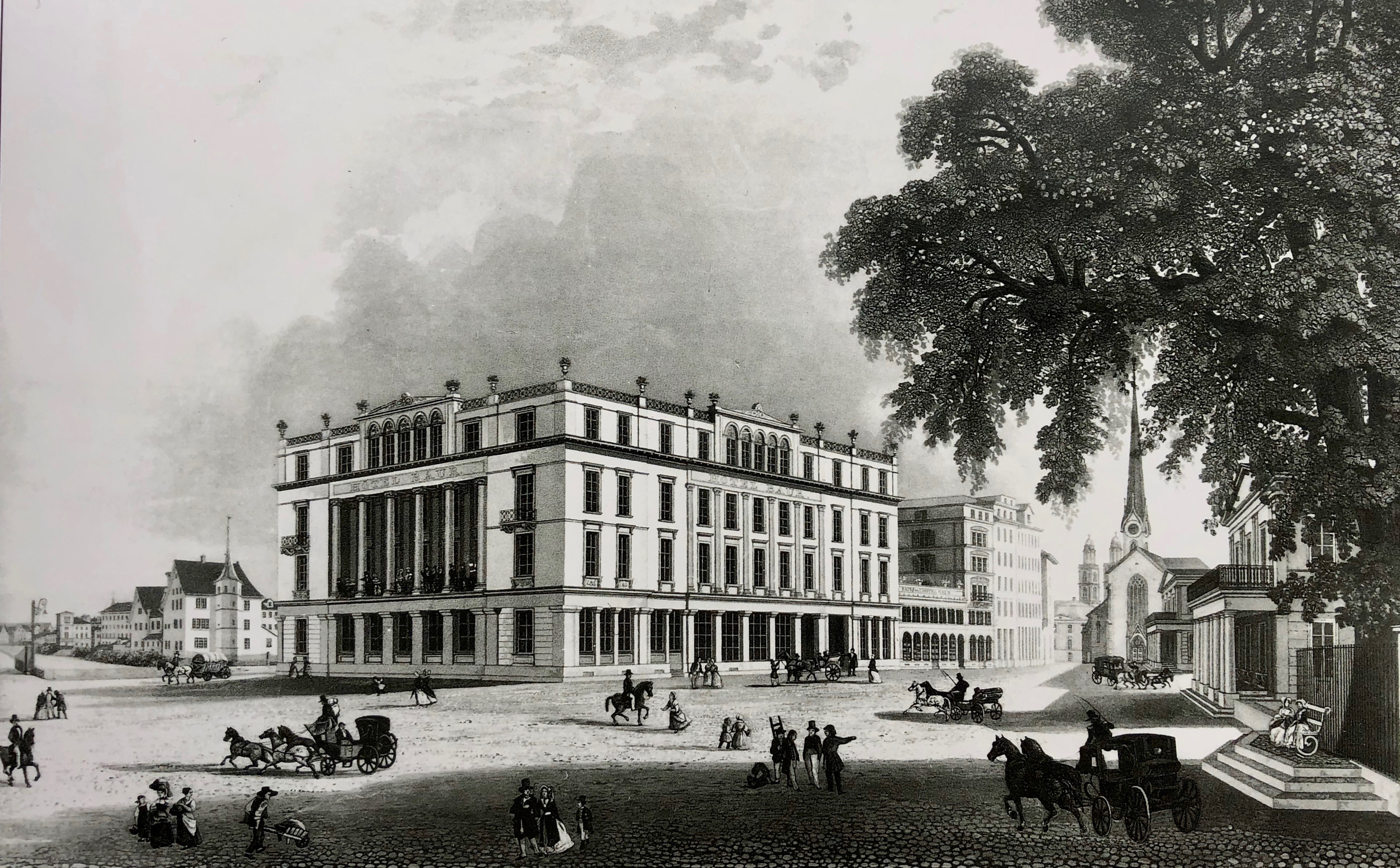
Das Baur en Ville im Eröffnungsjahr 1838
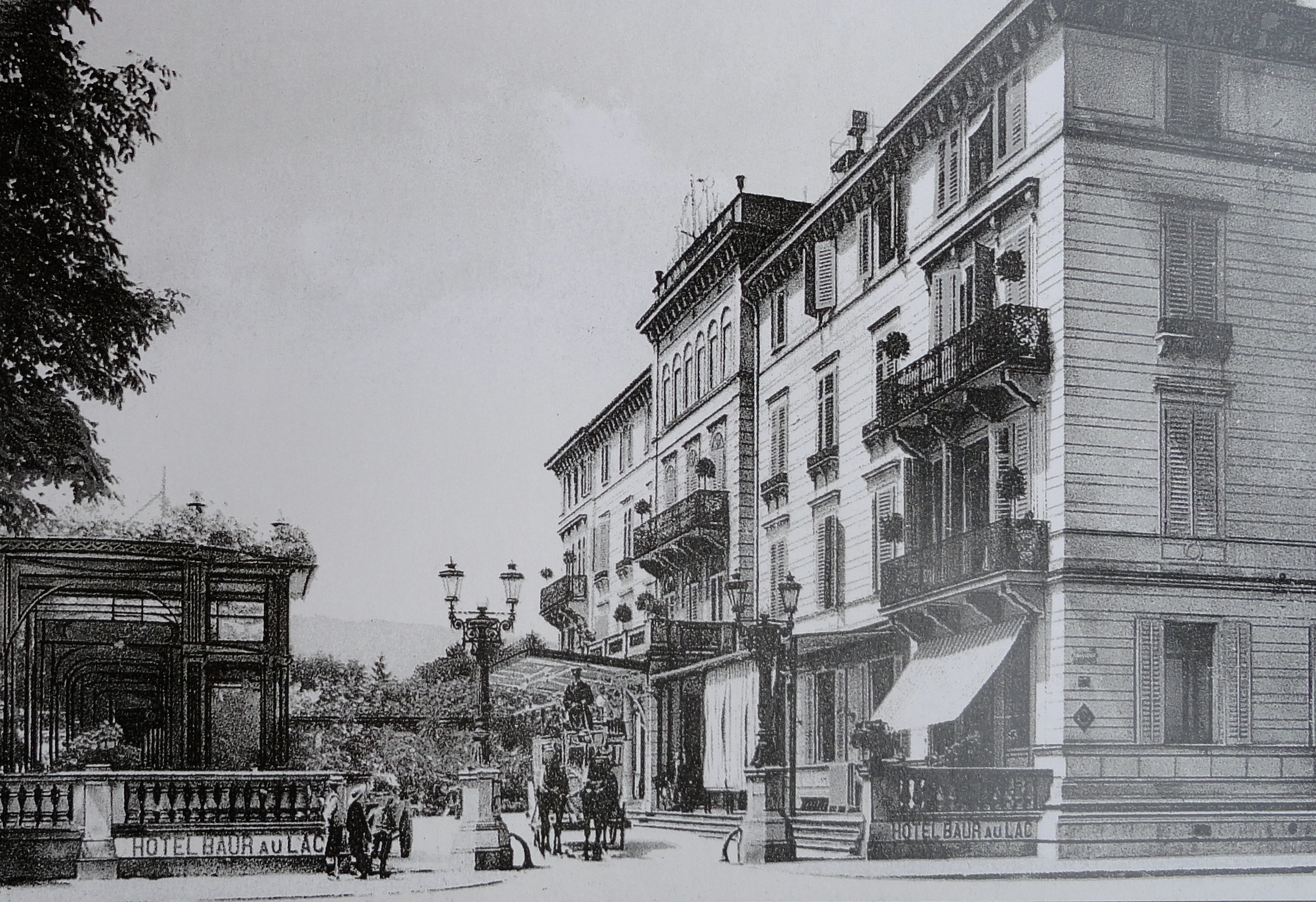
Baur au Lac 1910